# 凯莉·麦基翁
凯莉·萝谢尔·麦基翁（英語：Kaylee Rochelle McKeown，2001年7月12日—）生于昆士兰州红崖，是一名澳大利亚女子游泳运动员，主攻仰泳。她的姐姐泰勒·麦基翁同样也是一名游泳选手。凯莉小时候曾患有哮喘，为了治好自己的病，加之家中正好有泳池，她开始练习游泳。2021年代表澳大利亚参加2020年夏季奥林匹克运动会获得女子100米仰泳、女子200米仰泳和女子4×100米混合泳接力金牌。